# ژان پواره
ژان پواره (فرانسوی: Jean Poiret‎; ۱۷ اوت ۱۹۲۶ – ۱۴ آوریل ۱۹۹۲) یک هنرپیشه، کارگردان، و فیلم‌نامه‌نویس اهل فرانسه بود.
از فیلم‌ها یا برنامه‌های تلویزیونی که وی در آن نقش داشته‌است می‌توان به سه تفنگدار، آخرین مترو، بازرس لاواردین، معجزه اشاره کرد.